# قوة الدفاع
نادي قوة الدفاع الرياضي (بالأمهرية: መከላከያ)‏ هو نادٍ إثيوبي لكرة القدم يقع مقره في مدينة أديس أبابا. يلعبون في الدوري الإثيوبي العالي، القسم الثاني لكرة القدم المحترفة في إثيوبيا. الفريق هو ثاني أكثر الأندية تتويجًا في تاريخ كرة القدم الإثيوبية بعد سانت جورج.